# Мурба
Мурба (индон. Partai Murba, от индон. Musyawarah Rakyat Banyak — Народный консультативный совет) — национал-коммунистическая политическая партия Индонезии. Была основана Таном Малака и его сторонниками (Хайрулом Салехм, Сукарни, Адамом Маликом и другими) в 1948 году. В 1965 году кратковременно находилась под запретом; продолжила свою деятельность после событий 30 сентября 1965 года. В 1973 году вошла в состав Демократической партии Индонезии.
На протяжении почти всей своей истории соперничала за влияние с Коммунистической партии Индонезии.

## Основание партии
Партия Мурба была основана 3 октября 1948 года в результате объединения Революционного народного движения (лидер — Тан Малака), Народной партии, Партии неимущего люда и Независимой трудовой партии Индонезии; при этом первоначально Революционное народное движение сохраняло свою организацию, став коллективным членом Мурбы. 7 ноября 1948 года, к годовщине Октябрьской революции, завершилось формирование центральных органов партии,  12 ноября был принят партийный устав. Ко времени своего основания Мурба насчитывала около 80 000 членов.

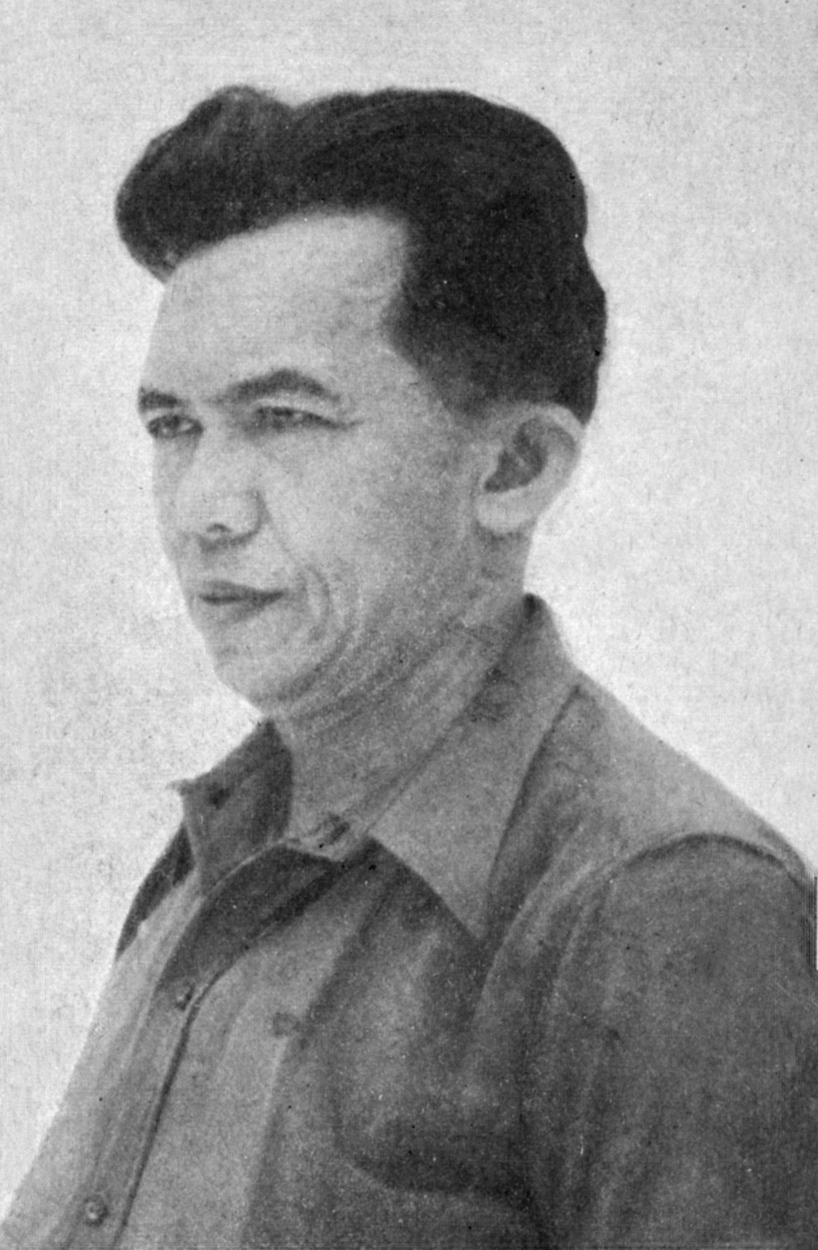
Тан Малака — неформальный лидер партии Мурба

Фактическим лидером партии был Тан Малака, хотя официально её возглавляли Сукарни (индон. Sukarni, президент), Шамсу Хария Удая (индон. Sjamsu Harja Udaja, генеральный секретарь), Маруто Нитимихарджо (индон. Maruto Nitimihardjo, вице-президент), Сутан Деванис (индон. Sutan Dewanis, второй вице президент) и Панду Карта Вигуна (индон. Pandu Karta Wiguna, секретарь). Печатными органами Мурбы стали газеты «Murba» и «Massa». Кроме того, партия имела влияние в нескольких партизанских отрядах, ведущих боевые действия против голландцев на Западной и Центральной Яве.
С первых дней своего существования Мурба позиционировала себя как коммунистическая партия, альтернативная КПИ. В первые годы своего существования партия пользовалась относительно большой популярностью; основной костяк её членов составляли бывшие партизаны, а также рабочие, неудовлетворённые экономической и политической ситуацией в стране. Австралийский учёный Герберт Фит охарактеризовал политический профиль партии как «экстремистский национализм и мессианский социал-радикализм (который изначально присутствовал только в марксистско-ленинской теории), „оппозиционизм“ — отказ от участия в правительстве».
Мурба позиционировала себя как светская политическая партия; партийное руководство настороженно относилось к росту влияния исламистов — представленных, в частности, партией Машуми — на политику правительства.

## Партия в начале 1950-х годов
В марте 1951 года партия присоединилась к Консультативной группе политических партий, широкой коалиции под руководством КПИ, которая вскоре перестала существовать. В течение следующего года отношения между Мурбой и компартией значительно улучшились. В то же время партизанские отряды Мурбы продолжали боевые действия на Западной Яве, некоторые территории находились под их контролем.
В 1950 году при партии был основан Союз женщин Мурба, который реализовывал программы социальной помощи женщинам Индонезии. 
В феврале 1952 года партия поддержала в парламенте предложение об установлении дипломатических отношений с Советским Союзом.

## Выборы 1955 года
Партия участвовала в парламентских выборах 1955 года, где получила 199 588 голосов (0,53 %) и два места в Совете народных представителей (ранее она имела там четыре места). После выборов Мурба вошла в состав Национальной прогрессивной фракции. На выборах в Учредительное собрание партия получила 248 633 голоса (0,66 %) и четыре места.

## Партия в период «направляемой демократии»
В 1957 году, когда президент Сукарно провозгласил «направляемую демократию» в стране, партия Мурба стала первой, открыто поддержавшей инициативу президента. Она стала одной из десяти партий, деятельность которых была разрешена в период «направляемой демократии». Мурба была в хороших отношениях с режимом Сукарно в тот период и, пользуясь благосклонностью президента, убеждала его начать преследование КПИ. Деятель Мурбы и министр образования Индонезии Прийоно (индон. Priyono стал главой Комитета направляемой демократии.
Во время восстания 1958 года многие члены партии Мурба были захвачены в плен повстанцами и помещены в лагерь Муара Лабух (индон. Muara Labuh) на Западной Суматре.
Адам Малик, один из основателей партии, был назначен индонезийским послом в СССР и Польше. В 1960 году член партии Хайрул Салех стал председателем Народного консультативного конгресса, а также заместителем председателя Национального фронта.

## Международные связи
Во время Карибского кризиса руководство Мурбы заявило о своей поддержке Кубы и о желании послать добровольцев на помощь кубинцам .
В 1959 году партия Мурба заявила, что Китай — социалистическое государство, близкое Индонезии. Но уже в 1963 году, с началом советско-китайского конфликта, Мурба переориентировалась на СССР. Принимая решение о переориентации, лидеры партии руководствовались тем, что близкое сотрудничество с СССР позволит упрочить позиции Мурбы в Индонезии, а также позволит поставить вопрос о членстве Мурбы вместо КПИ в просоветских международных коммунистических структурах. Партия призвала СССР присоединиться к афро-азиатскому содружеству. Связи с Советским Союзом оказались очень выгодными для партии, поскольку Адам Малик в то время находился в Москве в качестве посла. В 1963 году он вернулся в Индонезию и был назначен министром труда.

## Кульминация конфликта с КПИ
В апреле 1964 года Мурба предложила ввести в Индонезии однопартийную систему и стремилась заручиться поддержкой Сукарно в осуществлении этой идеи. Партия предложила этот план с целью устранения КПИ с политической арены. Индонезийская национальная партия и Нахдатул Улама выступили против, что не позволило Мурбе убедить Сукарно в правильности своего предложения. Однако, это предложение нашло поддержку в армейской среде. В том же году, когда президент выразил готовность включить членов КПИ в правительство, многие партии, в том числе Мурба, не поддержали президента.
В это время Мурба публично критиковала КПИ, в массовой антикоммунистической кампании участвовали Адам Малик и Хайрул Салех. Во время конфликта с компартией Мурба получала поддержку от антикоммунистических сил Индонезии и армейских офицеров-противников режима Сукарно, также важная роль отводилась тайным контактам между Мурбой и СССР.

## Запрет партии в 1965 году
6 января правительство наложило запрет на деятельность Мурбы. Вслед за этим Сукарно принял решение о полном запрете партии в связи с её активным участием в «Движении в поддержку сукарноизма» (англ. Body to Promote Sukarnoism), которое президент считал орудием в руках ЦРУ. Партия Мурба больше не вписывалась в предложенную Сукарно концепцию Насаком.
После запрещения деятельности Мурбы КПИ объявила эту партию партией агентов троцкизма и империализма. Представители Мурбы были выведены из правительства, закрыты газеты, поддерживающие партию, членов Мурбы исключили из журналистских союзов и других подобных организаций.

## Партия во время правления Сухарто
После восстания 30 сентября 1965 года Мурба возобновила свою деятельность, сумев сохранить во время запрета часть своего влияния. В марте 1966 года Адам Малик стал министром иностранных дел и заместителем премьер-министра в правительстве Сухарто.
После прихода к власти Сухарто политические партии оказались в сложном положении, вскоре они разделились на два блока — «исламистский» и «светский». Партия Мурба примкнула к «светскому» блоку. В марте 1970 года Мурба, Индонезийская национальная партия, Лига защитников независимости Индонезии, Католическая партия Индонезии и Христианская партия Индонезии вошли в состав Демократической группы развития (индон. Kelompok Persatuan Pembangunan).
Мурба участвовала в парламентских выборах 1971 года, где получила 48 126 голосов (0,1) и ни одного места в парламенте.
10 января 1973 года Мурба и другие партии Демократической группы развития вошли в состав Демократической партии Индонезии
.